# Бамбакашат
Бамбакашат (арм. Բամբակաշատ) — село в Армавирской области Армении.

## География
Село расположено в центральной части марза, к югу от автодороги , на расстоянии 4 километров к юго-юго-западу (SSW) от города Армавир, административного центра области. Абсолютная высота — 865 метров над уровнем моря.
Климат
Климат характеризуется как семиаридный (BSk в классификации климатов Кёппена). Среднегодовая температура воздуха составляет 11,9 °C. Средняя температура самого холодного месяца (января) составляет −3,2 °С, самого жаркого месяца (июля) — 25,2 °С. Расчётная многолетняя норма атмосферных осадков — 299 мм. Наибольшее количество осадков выпадает в мае (51 мм).

## Население
| Год переписи | Население          | Население          | Население          | Население            | Население            | Население            |
| Год переписи | Наличное население | Наличное население | Наличное население | Постоянное население | Постоянное население | Постоянное население |
| Год переписи | Всего              | Мужчины            | Женщины            | Всего                | Мужчины              | Женщины              |
| ------------ | ------------------ | ------------------ | ------------------ | -------------------- | -------------------- | -------------------- |
| 2001         | 3111               | 1482               | 1629               | 3212                 | 1559                 | 1653                 |
| 2011         | 2984               | 1440               | 1544               | 3110                 | 1530                 | 1580                 |